# Christian Conrad Gercken
Christian Conrad Gercken (ca. 1734 – 12. maj 1805 i København) var en dansk ingeniør og landmåler.
Forældre var slotsgartner på Charlottenborg Heinrich Egidius Gercken og Johanne Sophie Menard[kilde mangler]. Gercken benævner sig selv "tidligere élève géographe" 1769. Han var løjtnant og inspektør ved brolægningen af København indtil 5. april 1805 og stod for udførelsen af en række store vejprojekter.
Hans identitet er usikker: Hans udformning af kortet over grevskabet Christianssæde er veltegnet, mens tegningen af porten til Frederiksberg Runddel er middelmådig. Han var ugift. 

## Værker
- Projekt til anlæg af Roskilde Landevej (1769)
- Forestod anlæggelsen af "den ny kongevej", dvs. Frederiksberg Allé (1770)
- Tegning til gitterport ved Frederiksberg Runddel (1770)
- Kort over Grevskabet Christianssædes hovmarker (1775, Reventlow-Museet Pederstrup)